# Maria Toribia

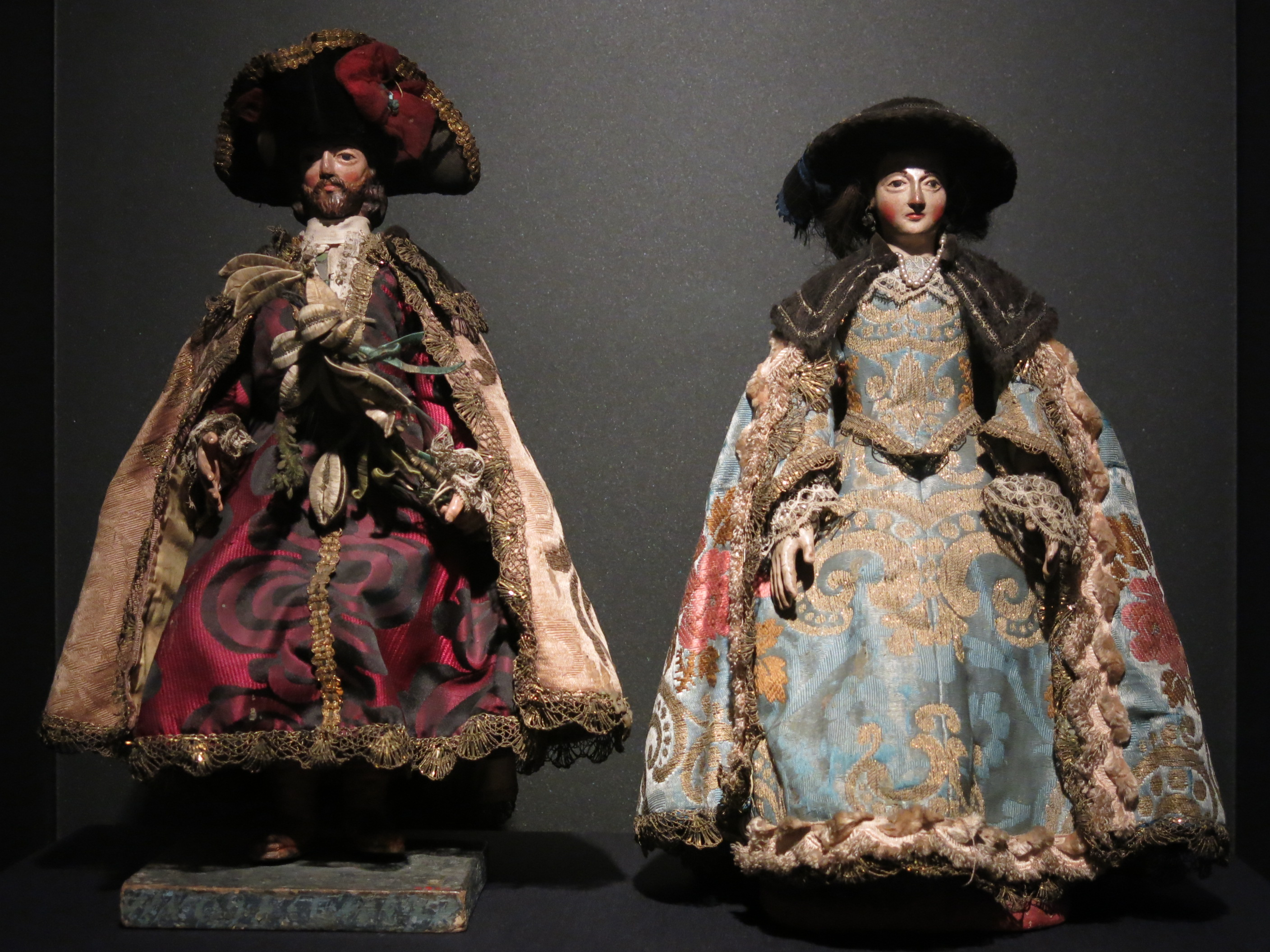
XVIII-wieczne rzeźby św. Izydora i bł. Marii de la Cabeza

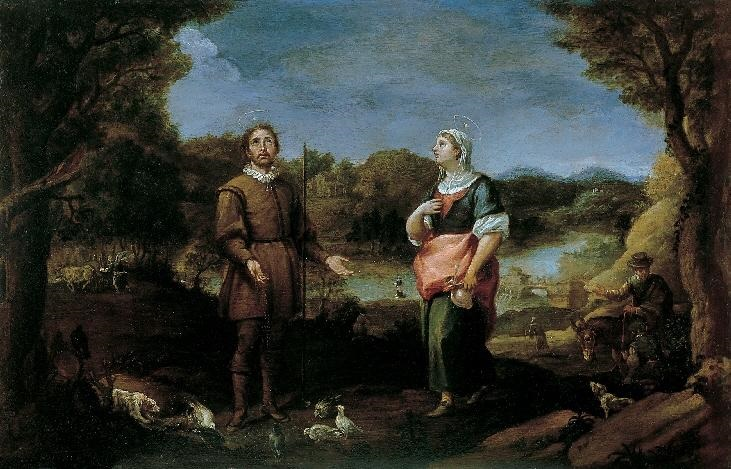
Izydor i Maria na obrazie w Muzeum św. Izydora w Madrycie

Maria Toribia, również Maria de la Cabeza (ur. w Guadalajarze; zm. w 1175) – hiszpańska Błogosławiona Kościoła katolickiego.

## Życiorys
Maria de la Cabeza urodziła się w Uceda, w Hiszpanii. Jej mężem był św. Izydor Oracz. Wraz z nim, przeniosła się do Madrytu. Jej mąż zmarł ok. 1130 roku. Ona zmarła w 1175 roku w opinii świętości.

## Kult

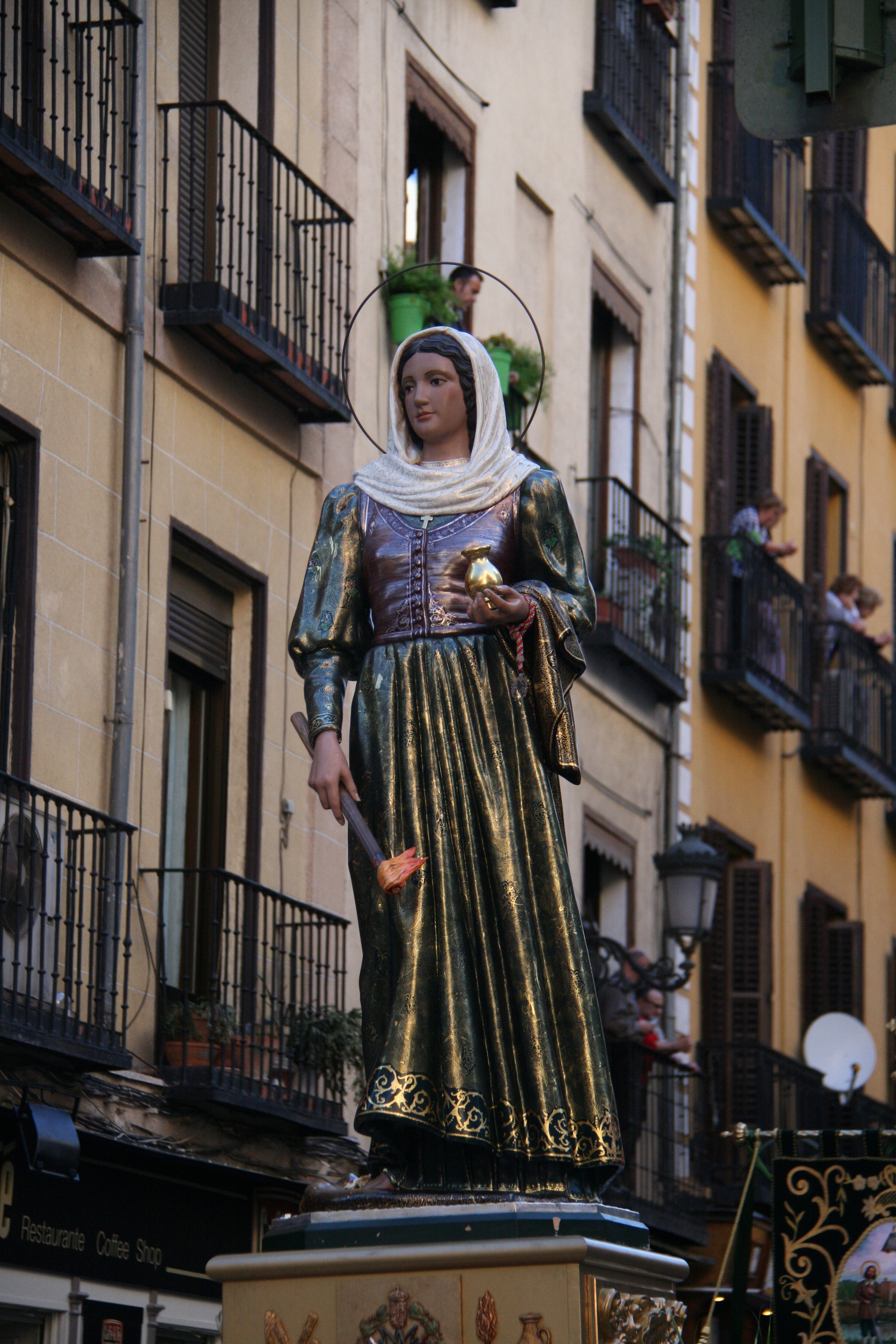
Figura błogosławionej Marii Toribia niesiona w procesji ulicami Madrytu

Beatyfikował ją papież Innocenty XII 11 sierpnia 1697 roku, a jej wspomnienie obchodzone jest 15 maja oraz 9 września.